# Esforço interno

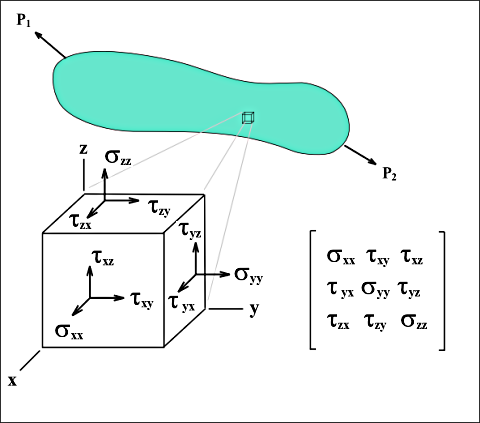
Representação gráfica das tensões ou componentes do tensor tensão em um ponto de um corpo.

Em engenharia estrutural, os esforços internos são grandezas físicas com unidades de força sobre área utilizadas no cálculo de peças prismáticas como vigas ou pilares e também no cálculo de placas, lâminas e lajes.

## Definição
Os esforços internos sobre uma seção transversal plana de um elemento estrutural são definidos como um conjunto de forças e momentos estaticamente equivalentes à distribuição de tensões internas sobre a área dessa seção.
Assim, por exemplo, os esforços sobre uma seção transversal plana Σ de uma viga é igual à integral das tensões t sobre essa área plana. Normalmente se distingue entre os esforços perpendiculares à seção da viga (ou espessura da placa ou lâmina) e os tangentes à seção da viga (ou superfície da placa ou lâmina):
- Esforço normal (normal ou perpendicular ao plano considerado), é o que é dado pela resultante de tensões normais σ, ou seja, perpendiculares, a área para a qual pretendemos determinar o esforço normal.
- Esforço cortante (tangencial ao plano considerado), é o que é dado pela resultante de tensões cortantes τ, ou seja, tangenciais, a área para a qual pretendemos determinar o esforço cortante.

## Esforço em vigas e pilares
Para um prisma mecânico ou elemento unidimensional os esforços se designam como:
- Esforço normal (Nx)
- Esforço cortante total (V, T o Q)
  - Esforço cortante segundo Y (Vy)
  - Esforço cortante segundo Z (Vz)

Dado um sistema de eixos ortogonais, em que o eixo X coincide com o eixo baricêntrico de um elemento unidimensional com seção transversal {\displaystyle \scriptstyle \Sigma } uniforme os anteriores esforços são as resultantes das tensões sobre cada seção transversal:
{\displaystyle N_{x}(x)=\int _{\Sigma }\sigma _{x}\ dA,\qquad T_{y}(x)=\int _{\Sigma }\tau _{xy}\ dA,\qquad T_{z}(x)=\int _{\Sigma }\tau _{xz}\ dA}
Em um abuso de linguagem, é comum também denominar esforços a:
- Momento torsor (Mx)
- Momento fletor {\displaystyle \left(M_{f}={\sqrt {M_{z}^{2}+M_{y}^{2}}}\right)}
  - Momento fletor segundo Z (Mz)
  - Momento fletor segundo Y (My)
- Bimomento (Bω)

{\displaystyle M_{x}(x)=\int _{\Sigma }(\tau _{xz}y-\tau _{xy}z)\ dA,\qquad M_{y}(x)=\int _{\Sigma }z\sigma _{x}\ dA,\qquad M_{z}(x)=\int _{\Sigma }y\sigma _{x}\ dA}
{\displaystyle B_{\omega }(x)=\int _{\Sigma }\omega (y,z)\sigma _{x}\ dA}
Onde {\displaystyle \omega (y,z)\,} é a deformação transversal da seção. 
Cada um destes esforços são associados a certo tipo de tensão:
- tensão normal, o esforço normal (tração ou compressão) implica a existência de tensões normais σ, mas estas tensões normais também podem estar produzidas por um momento fletor, de acordo com a lei de Navier. Os bimomentos também provocam tensões normais por efeito da deformação transversal.
- tensão tangencial, por outro lado os esforços cortantes e o momento torsor implicam a existência de tensões tangenciais τ.

### Cálculo prático de esforços em prismas
Consideremos a viga ou prisma mecânico que se observa na primeira figura e suponhamos que se encontra vinculado ao restante da estrutura de forma isoestática. Suponhemos também que sobre este prima atuam forças externas ativas no plano de seu eixo baricêntrico (ou linha reta que une os baricentros de todas as seções transversais retas do prisma).
O primeiro passo é dividir o rígido em dois blocos menores. Resultam determinados os blocos 1 e 2 da figura.
Seguidamente estudaremos o bloco 1, onde aparecem 2 forças externas reativas atuando (P1 e P1). Como se pode ver este bloco agora não se encontra vinculado isoestaticamente, assim que para que possa estar em equilíbrio devem existir forças que equilibrem ao mesmo. Estas forças são forças reativas também e correspondem à ação do bloco 2 sobre o bloco 1. As forças reativas do bloco 2 sobre o 1 podem ser reduzidas a uma força e um momento atuando sobre o baricentro da seção reta A. De fato estas forças e momentos são a força resultante e o momento resultante da distribuição de tensões sobre a área reta A.
Como estamos tratando o caso especial de forças externas ativas atuando sobre o plano do eixo baricêntrico, o momento e a força a que se reduzem as forças reativas do bloco 2 sobre o bloco 1, deve ser uma força contida em tal plano e um momento perpendicular ao mesmo plano.
Chamaremos a força R2-1 do bloco 2 sobre o bloco e ao momento chamaremos M2-1. A força R2-1 pode ser decomposta em um componente vertical e outro horizontal no plano em que está contida. Chamaremos R2-1,y à força descomposta em sentido vertical e R2-1,x à descomposta em sentido horizontal. Resumindo temos que o sistema de forças em equilíbrio que é formado por:
- As forças ativas externas sobre o bloco 1.
- As forças reativas P1 e P2.
- As forças reativas R2-1,x, R2-1,y e o momento M2-1.

As forças reativas R2-1,x, R2-1,y e ao momento M2-1 sção conhecidas como esforços internos. E representam respectivamente o esforço normal (N = R2-1,x), o esforço cortante (Q = R2-1,y) e o momento flexor (Mf = M2-1).

### Cálculo de tensões em prismas
Em peças prismáticas submetidas a flexão composta (não biaxial e sem torsão), o cálculo das tensões é simples se são conhecidos os esforços internos, para uma peça simétrica na que o centro de gravidade está alinhado com o centro de cisalhamento e com uma profundidade total suficientemente pequena comparada com o comprimento da peça prismática, de tal maneira que se possa aplicar a teoria de Navier-Bernouilli, o tensor tensão de uma viga será dado em função dos esforços internos por:

{\displaystyle [T]_{xyz}={\begin{bmatrix}\sigma _{x}&\tau _{y}&\tau _{z}\\\tau _{y}&0&0\\\tau _{z}&0&0\end{bmatrix}}}

Onde as tensões normal (σ) e tangencial (τ) podem ser determinadas a partir dos esforços internos {\displaystyle N_{x},M_{y},M_{z},T_{y},T_{z}\;}. Se é considerado um sistema de eixos principais de inércia sobre a viga, considerada como prisma mecânico, as tensões associadas à extensão, flexão e cortante resultam ser:
{\displaystyle \sigma _{x}={\frac {N_{x}}{A}}+{\frac {M_{y}z}{I_{y}}}-{\frac {M_{z}y}{I_{z}}}\qquad \tau _{y}\approx k_{sec}{\frac {T_{y}}{A}}\qquad \tau _{z}\approx k_{sec}{\frac {T_{z}}{A}}}
Onde {\displaystyle k_{sec}} é o coeficiente que relaciona a tensão cortante máxima e a tensão cortante média da seção. Um critério frequentemente empregado para as vigas metálicas é verificar que em todas as seções se verifique a seguinte condição:
{\displaystyle \sigma _{co}={\sqrt {\sigma ^{2}+3(\tau _{y}^{2}+\tau _{z}^{2})}}\leq \sigma _{u}}
Sendo {\displaystyle \sigma _{u}\;} a tensão última ou tensão admissível normalmente definida em termos do limite elástico do material. Para peças prismáticas suscetíveis de sofrer flambagem o cálculo anterior não conduz a um projeto seguro, já que nesse caso se subestima a tensão normal suscetíble de desenvolver-se na peça.

## Esforços em placas e lâminas
Em um elemento bidimensional, parametrizado por duas coordenadas α e β, o número de esforços que devem ser considerados é maior que em elementos unidimensionais:
- Esforços de membrana, segundo a direção da linha coordenada α, {\displaystyle n_{\alpha \alpha },n_{\alpha \beta }\,}, segundo a direção da linha coordenada β, {\displaystyle n_{\beta \beta },n_{\beta \alpha }\,}.
- Esforços cortantes: {\displaystyle v_{\alpha },v_{\beta }\,}
- Esforços de flexão, {\displaystyle m_{\alpha \alpha },m_{\alpha \beta },m_{\beta \beta },m_{\beta \alpha }\,}

### Cálculo de esforços em placas
Em uma lâmina submetida fundamentalmente a flexão na qual se despreza a deformação por cortante e os esforços de membrana se chama lâmina de Love-Kirchhof, os esforços internos se caracterizam por dois momentos flexores {\displaystyle m_{x},m_{y}\;} segundo duas direções mutuamente perpendiculares e um esforço torsor {\displaystyle m_{xy}}. Estes esforços estão diretamente relacionados com a flexão vertical w(x, y) em cada ponto por:
{\displaystyle {\begin{cases}m_{x}=-D\left[{\cfrac {\partial ^{2}w}{\partial x^{2}}}+\nu {\cfrac {\partial ^{2}w}{\partial y^{2}}}\right]&m_{xy}=-D(1-\nu )\left[{\cfrac {\partial ^{2}w}{\partial y\partial x}}\right]\\m_{y}=-D\left[\nu {\cfrac {\partial ^{2}w}{\partial x^{2}}}+{\cfrac {\partial ^{2}w}{\partial y^{2}}}\right]\end{cases}}}
Onde:
{\displaystyle \nu \,}, é o coeficiente de Poisson do material da placa.
{\displaystyle D=Eh^{3}/12(1-\nu )\;}, é a rigidez em flexão da placa, sendo:
{\displaystyle E\;} o módulo de Young do material da placa.
{\displaystyle h\;} é a espessura da placa.

### Cálculo de tensões em placas
As tensões sobre uma placa são diretamente calculáveis a partir dos esforços anteriores:
{\displaystyle {\begin{cases}\sigma _{xx}={\cfrac {12z}{h^{3}}}m_{y}(x,y)&\sigma _{xy}={\cfrac {12z}{h^{3}}}(1-\nu )^{2}m_{xy}(x,y)\\\sigma _{yy}={\cfrac {12z}{h^{3}}}m_{x}(x,y)&\sigma _{xz}=\sigma _{yz}=\sigma _{zz}=0\end{cases}}}